# Jestem sobą
Jestem sobą – ósmy studyjny album Shazzy wydany w lutym 2001 roku. Był to pierwszy album piosenkarki utrzymany w stylistyce pop i pierwszy wyprodukowany przez "Pomaton EMI" (kontrakt podpisano 14 lutego 2000).

## Lista utworów
1. Jestem sobą
2. Złota gorączka
3. Jesteś jak nieznany ląd
4. Zośka
5. Moja Corrida
6. Kiedy boję się spać
7. Nie mogę się doczekać
8. Czego ty żądasz
9. Zatańcz ze mną
10. Tak nieprawdziwa
11. Lawina
12. Może to samba